# Esporte Clube Água Santa
L'Esporte Clube Água Santa, conegut com a Água Santa, és un club esportiu brasiler, especialment destacat en futbol, de la ciutat de Diadema a l'estat de São Paulo que juga al Campionat paulista.

## Història
Fundat el 1981, fou un club amateur fins al 2011 quan professionalitzat, s'inicia en la divisió més baixa del campionat Paulista. En 2016 arriba la divisió principal de l'Estat en el qual va golejar 4-1 al Palmeiras.

## Estadi
L'Água Santa juga a l'estadi Inamar, amb capacitat per a uns 10.000 espectadors.

## Palmarès
- 3 Campionat Amateur de Diadema: 2004, 2009 i 2010
- 1 Copa Amateur de Diadema: 2001